# Fiume Melandro
Fiume Melandro este o arie protejată (sit de importanță comunitară — SCI, arie de protecție specială avifaunistică — SPA) din Italia întinsă pe o suprafață de 118 ha, integral pe uscat.

## Localizare
Centrul sitului Fiume Melandro este situat la coordonatele 40°35′08″N 15°32′17″E / 40.5856°N 15.538°E.

## Înființare
Situl Fiume Melandro a fost declarat arie de protecție specială avifaunistică în mai 2020 pentru a proteja 18 specii de animale. Situl a fost protejat și ca sit de importanță comunitară în decembrie 2020.

## Biodiversitate
Situată în ecoregiunea mediteraneană, aria protejată conține 5 habitate naturale: Păduri aluvionare cu Alnus glutinosa și Fraxinus excelsior (Alno-Padion, Alnion incanae, Salicion albae), Păduri panonice-balcanice de stejar turcesc - stejar sesil, Păduri de stejar alb estice, Păduri pe pante, grohotișuri și ravene de Tilio-Acerion, Galerii de Salix alba și de Populus alba.
La baza desemnării sitului se află mai multe specii protejate:
- păsări (15): șorecarul comun (Buteo buteo), corb (Corvus corax), Corvus monedula, pițigoi albastru (Cyanistes caeruleus), ciocănitoare pestriță mare (Dendrocopos major), Dryobates minor, vânturel roșu (Falco tinnunculus), sfrâncioc roșiatic (Lanius collurio), gaia neagră (Milvus migrans), gaia roșie (Milvus milvus), codobatură galbenă (Motacilla alba), codobatură de munte (Motacilla cinerea), ciuf-pitic (Otus scops), pițigoi mare (Parus major), ciocănitoarea verde (Picus viridis)
- amfibieni (1): Salamandrina terdigitata
- mamifere (1): lupul (Canis lupus)
- nevertebrate (1): croitorul mare al stejarului (Cerambyx cerdo)

Pe lângă speciile protejate, pe teritoriul sitului au mai fost identificate 4 specii de plante, 2 specii de amfibieni, 2 specii de mamifere, 1 specie de nevertebrate, 2 specii de reptile.